# 艺电游戏列表
此条目为艺电公司发行或开发的电子游戏列表。自1983年和1987年发行的《滑板生死斗》后，艺电分别发行和开发了游戏、捆绑包以及一些早期的生产力软件。本表仅列出由艺电开发或发行的游戏版本以及这些版本的发行年份。

## 部分
- 1983年至1999年間的藝電遊戲列表（英语：List of Electronic Arts games: 1983–1999）
- 2000年至2009年間的藝電遊戲列表（英语：List of Electronic Arts games: 2000–2009）
- 2010年至現今的藝電遊戲列表（英语：List of Electronic Arts games: 2010–present）